# Щербаков, Анатолий Петрович
Анатолий Петрович Щербаков (1903—1989) — советский учёный-биолог, кандидат биологических наук; основатель региональной гидробиологии, директор гидробиологической станции «Глубокое озеро» с 1945 по 1967 год.
Автор ряда научных трудов.

## История
Родился 30 августа 1903 года.
В 1922 году поступил в Московский государственный университет. Окончил биологический факультет (кафедра гидробиологии) в 1926 году.
До Великой Отечественной войны работал в Отделении общей биологии Всесоюзного Института экспериментальной медицины в Москве (был закрыт в 1944 году) под руководством Э. С. Бауэра. Был участником научных экспедиций, в том числе на озеро Байкал. По совокупности работ А. П. Щербакову в 1935 году была присуждена ученая степень кандидата биологических наук.
С первых дней войны добровольно вступил в Московское народное ополчение. 4 июля 1941 года был призван на службу в РККА. В 266-м санитарно-эпидемиологическом отряде (СЭО) занимал должность ротного санитарного инструктора, а затем лаборанта медсанбата (лейтенант и старший лейтенант). С 1942 года в звании капитана медицинской службы возглавлял санитарно-гигиеническое отделение базовой лаборатории СЭО. А. П. Щербаков разработал простой метод определения аскорбиновой кислоты в хвойном настое, им же были предложены простейшие методы хлорирования воды в полевых условиях. Войну окончил в звании майора медицинской службы.
По окончании войны работал на гидробиологической станции «Глубокое озеро», где с 1945 по 1967 год занимал пост директора.
Умер в 1989 году.
Был награждён орденами Красной Звезды и Отечественной войны II степени, а также медалями, в числе которых «За оборону Москвы» и «За победу над Германией в Великой Отечественной войне 1941—1945 гг.».